# Ilocano jezik
Ilocano jezik (ISO 639-3: ilo; ilokano, iloko; ilokanski), jedan od 52 sjevernoluzonska jezika, unutar koje čini samostalnu podskupinu ilocano velika austronezijska porodica, čiji je jedini predstavnik. Ilocanom govore pripadnici naroda Ilocano u provincijama La Union i Ilocos na sjeverozapadu Luzona, Filipini. Znatan dio živi i na otocima Mindoro i Mindanao, te u prekomorskim zemljama, SAD.
Ukupan broj govornika iznosi oko 6 996 600.

## Vanjske poveznice
- Ethnologue (14th)
- Ethnologue (15th)